# Edward Thorne
Edward Courtney „Ted“ Thorne, CB, CBE (* 29. Oktober 1923 im Stadtteil Seatoun in Wellington; † 23. Oktober 2013 in Auckland) war ein hochrangiger Offizier der Royal New Zealand Navy. Er stieg bis zum Amt des Stabschefs der Marine auf. Später war er auch der Commissioner der Feuerwehr von Neuseeland.

## Biografie
Thorne wurde am 29. Oktober 1923 in Seatoun, Wellington geboren. Er besuchte das Rongotai College und später das Nelson College. Nachdem er die Schule beendet hatte, reiste er nach England und heuerte als Kadett in Dartmouth an. Seine Ausbildung beinhaltete einen Einsatz auf dem Schweren Kreuzer Hawkins und während des Krieges diente er auf verschiedenen anderen Schiffen wie etwa dem Schweren Kreuzer Devonshire und dem Zerstörer Lamerton.
Nach dem Zweiten Weltkrieg diente Thorne weiter in der Royal Navy und kehrte später nach Neuseeland zurück. Er kommandierte die Marinefunkstation in Waiouru und hatte dadurch einen entscheidenden Einfluss bei den Hilfsmaßnahmen nach dem Eisenbahnunfall von Tangiwai. 1972 wurde er zum Konteradmiral befördert und zum Stabschef der Marine ernannt. Nach seinem Ausscheiden aus der Marine arbeitete er als Commissioner der Feuerwehr Neuseelands.
Er starb am 23. Oktober 2013 in Auckland.

## Auszeichnungen und Ehrungen
1972 wurde Thorne die Auszeichnung Commander of the Order of the British Empire verliehen und 1975 erhielt er den Companion of the Order of the Bath.